# زرچشم
زرچشم (نام علمی: Hiodon alosoides) نام یک گونه از راسته زبان‌استخوانی‌سانان است.